# Abarca

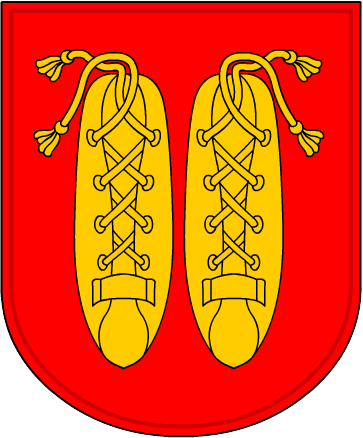
Armas da Família Abarca

Abarca é um apelido de família nobre portuguesa, descendente de D. Pedro Guevarra, aio de D. Sancho de Navarra, e que passou a Portugal na pessoa de D. Francisca Abarca, mulher de António Lopes Galhardo, que serviu Portugal no tempo de D. João IV, na guerra da Restauração, e foi general da cavalaria na província da Beira.
Esta família entroncou-se com os descendentes do infante D. Dinis, filho de D. Pedro I e de D. Inês de Castro, pelo casamento de D. Maria Francisca Abarca de Boléa Urrés Peres de Mendonça, com o marquês de Valencina, descendente directo do infante.
As armas desta casa são: «em campo de ouro, uma cadeia, de azul, dobrada em banda, acompanhada de duas abarcas ('alpercatas') xadrezadas ('escaqueadas') de negro e ouro e forradas de vermelho, postas uma à sinistra do chefe e outra à dextra da ponta».

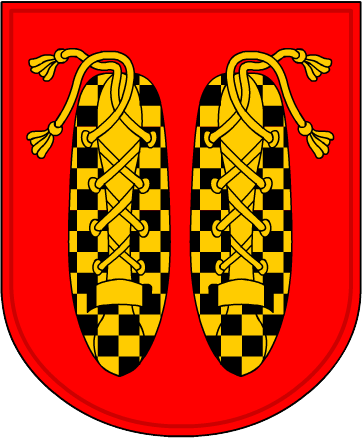
Abarca
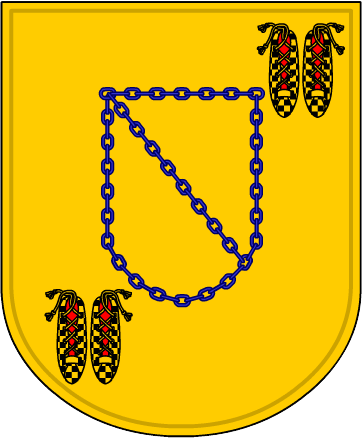
Abarca de Portugal
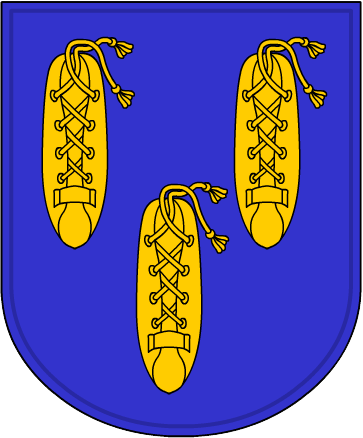
Abarca de Jaca
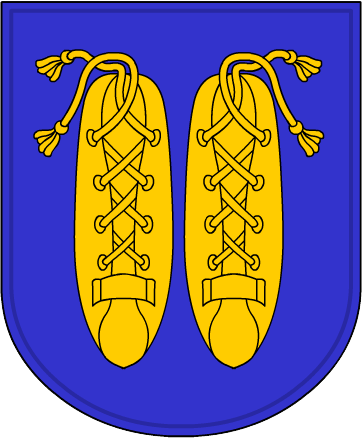
Abarca de Navarra
Abarca de Bolea